# 23e cérémonie des Hong Kong Film Awards
La 23e cérémonie des Hong Kong Film Awards a eu lieu le 4 avril 2004.
Le film The Twins Effect de Dante Lam et Donnie Yen est récompensé de six prix. Le film Running on Karma de Johnnie To ne reçoit que trois récompenses mais ce sont trois récompenses majeures (meilleur film, meilleur scénario, meilleur acteur pour Andy Lau),.

## Meilleur film
- Running on Karma de Johnnie To
  - Infernal Affairs II de Andrew Lau et Alan Mak
  - Infernal Affairs III de Andrew Lau et Alan Mak
  - Lost in Time de Derek Yee
  - PTU de Johnnie To

## Meilleur réalisateur
- Johnnie To pour PTU
  - Benny Chan pour Heroic Duo
  - Andrew Lau et Alan Mak pour Infernal Affairs II
  - Johnnie To et Wai Ka-fai pour Running on Karma
  - Derek Yee pour Lost in Time

## Meilleur acteur
- Andy Lau pour Running on Karma
  - Jacky Cheung pour Golden Chicken 2
  - Lau Ching-wan pour Lost in Time
  - Francis Ng pour Infernal Affairs II
  - Simon Yam pour PTU

## Meilleure actrice
- Cecilia Cheung pour Lost in Time
  - Cecilia Cheung pour Running on Karma
  - Karena Lam pour The Floating Landscape
  - Carina Lau pour Infernal Affairs II
  - Sandra Ng pour Golden Chicken 2

## Meilleur acteur dans un second rôle
- Tony Leung Ka-fai pour Men Suddenly in Black
  - Cheung Siu-fai pour Running on Karma
  - Ronald Cheng pour My Lucky Star
  - Liu Kai-chi pour Infernal Affairs II
  - Chapman To pour Infernal Affairs II

## Meilleure actrice dans un second rôle
- Josie Ho pour Naked Ambition
  - Nina Paw pour Lost in Time
  - Josie Ho pour The Twins Effect
  - Candy Lo pour Truth or Dare: 6th Floor Rear Flat
  - Maggie Siu pour PTU

## Meilleur scénario
- Wai Ka-fai, Yau Nai-hoi, Au Kin-yee et Yip Tin-shing pour Running on Karma
  - Felix Chong et Alan Mak pour Infernal Affairs II
  - Felix Chong et Alan Mak pour Infernal Affairs III
  - Au Kin-yee et Yau Nai-hoi pour PTU
  - James Yuen Sai-sang, Fong Ching pour Lost in Time

## Meilleur nouvel espoir
- Andy On pour Star Runner
  - Kenneth Cheung pour PTU
  - Daichi Harashima (Lost in Time) [disqualifié]
  - Pu Pu pour Hidden Track
  - Edwin Siu Jing-nam pour Truth or Dare: 6th Floor Rear Flat
  - Vanness Wu pour Star Runner

## Meilleure photographie
- Arthur Wong pour The Floating Landscape
  - Cheng Siu-keung pour PTU
  - Andrew Lau et Ng Man-ching pour Infernal Affairs II
  - Andrew Lau et Ng Man-ching pour Infernal Affairs III
  - Poon Liu-Ming pour Heroic Duo

## Meilleur montage
- Chan Kei-hop pour The Twins Effect
  - Law Wing-cheong pour PTU
  - Law Wing-cheong pour Running on Karma
  - Danny Pang Fat, Pang Ching-hei pour Infernal Affairs II
  - Danny Pang Fat, Pang Ching-hei pour Infernal Affairs III

## Meilleur direction artistique
- Lui Chor-hung pour The Twins Effect
  - Hai Chung-man and Mak Kwok-keung pour Golden Chicken 2
  - Lok Man-wah (The Floating Landscape)
  - Yu Ka-on pour Running on Karma
  - Yu Ka-on (Turn Left Turn Right)

## Meilleurs costumes et maquillages
- Hai Chung-man pour The Twins Effect
  - William Cheung Suk-ping pour The Floating Landscape
  - Hai Chung-man and Cheung Sai-kit pour Golden Chicken 2
  - Tsang Ka-cheung and Wong Ka-bo pour Turn Left, Turn Right
  - Yu Ka-on and Wong Ka-bo pour Running on Karma

## Meilleur chorégraphie d'action
- Donnie Yen pour The Twins Effect
  - Chin Kar-lok (Star Runner)
  - Sammo Hung pour Le Médaillon
  - Stephen Tung Wai pour Heroic Duo
  - Yuen Bun (Running on Karma)

## Meilleure musique de film
- Peter Kam pour Lost in Time
  - Chan Kwong-wing pour Infernal Affairs II
  - Chan Kwong-wing pour Infernal Affairs III
  - Chung Chi-wing pour PTU
  - Chung Chi-wing, Cheung Siu-hung pour Turn Left, Turn Right

## Meilleure chanson
- Cheung Hong (de Infernal Affairs II), littéralement : Wide Open Space ; musique : Steve Wong Ka-Keung ; paroles : Steve Wong Ka-Keung, Yip Sai-Wing ; interprète : Beyond
  - Haai Yat Jaam - Tin Hau (de Diva - Ah Hey), littéralement : Next Stop Heavenly Queen ; musique : Ng Lok-Sing ; paroles : Wyman Wong Wai-Man ; interprète : Charlene Choi Cheuk-Yin
  - Forget the Unforgettable (de Lost in Time), en cantonais : Mong Liu Mong But Liu ; musique : Peter Kam Pui-Tat ; paroles : Lam Jik ; interprète : Cecilia Cheung Pak-Chi
  - Sun Oi Ching (de Running on Karma), littéralement : Out of Body Love ; musique : Leung Kei-Jeuk ; paroles : Lam Jik ; interprète : Anthony Wong Yiu-Ming
  - Leung Gor Yun Dik Hung Won (de Turn Left Turn Right), littéralement : Two People's Luck ; musique : Peter Kam Pui-Tat ; paroles : Lam Jik ; interprète : Gigi Leung Wing-Kei

## Meilleur son
- Kinson Tsang Kin-cheung pour The Twins Effect
  - Martin Chappell pour PTU
  - Martin Chappell, Mok Mei-wah, Law Pak-yu pour Running on Karma
  - Kinson Tsang Kin-cheung pour Infernal Affairs II
  - Kinson Tsang Kin-cheung pour Infernal Affairs III

## Meilleurs effets visuels
- Eddy Wong, Yee Kwok-leung pour The Twins Effect
  - Paddy Eason, Merrin Jensen, Lar Johansson & Matthew Gidney pour Le Médaillon
  - Ma Man-yin pour PTU
  - Ma Man-yin pour Running on Karma
  - Wong Won-yin, Wong Won-tak pour Infernal Affairs III

## Meilleur film asiatique
- Twilight Samurai ( Japon)
  - Blue Gate Crossing ( Taïwan)
  - The Classic ( Corée du Sud)
  - The Little Chinese Seamstress ( Chine)
  - L'Enfant au violon ( Chine)

## Meilleur nouveau réalisateur
- Edmond Pang Ho-cheung pour Men Suddenly in Black
  - Carol Lai Miu-suet (The Floating Landscape)
  - Barbara Wong Chun-chun (Truth or Dare: 6th Floor Rear Flat)

## Récompenses spéciales

### Timeless Artistic Achievement Award
- Leslie Cheung
- Anita Mui

### Professional Achievement Award
- Blacky Ko Sau-leung
- Lam Chun-keung